# Wolfgang Dold

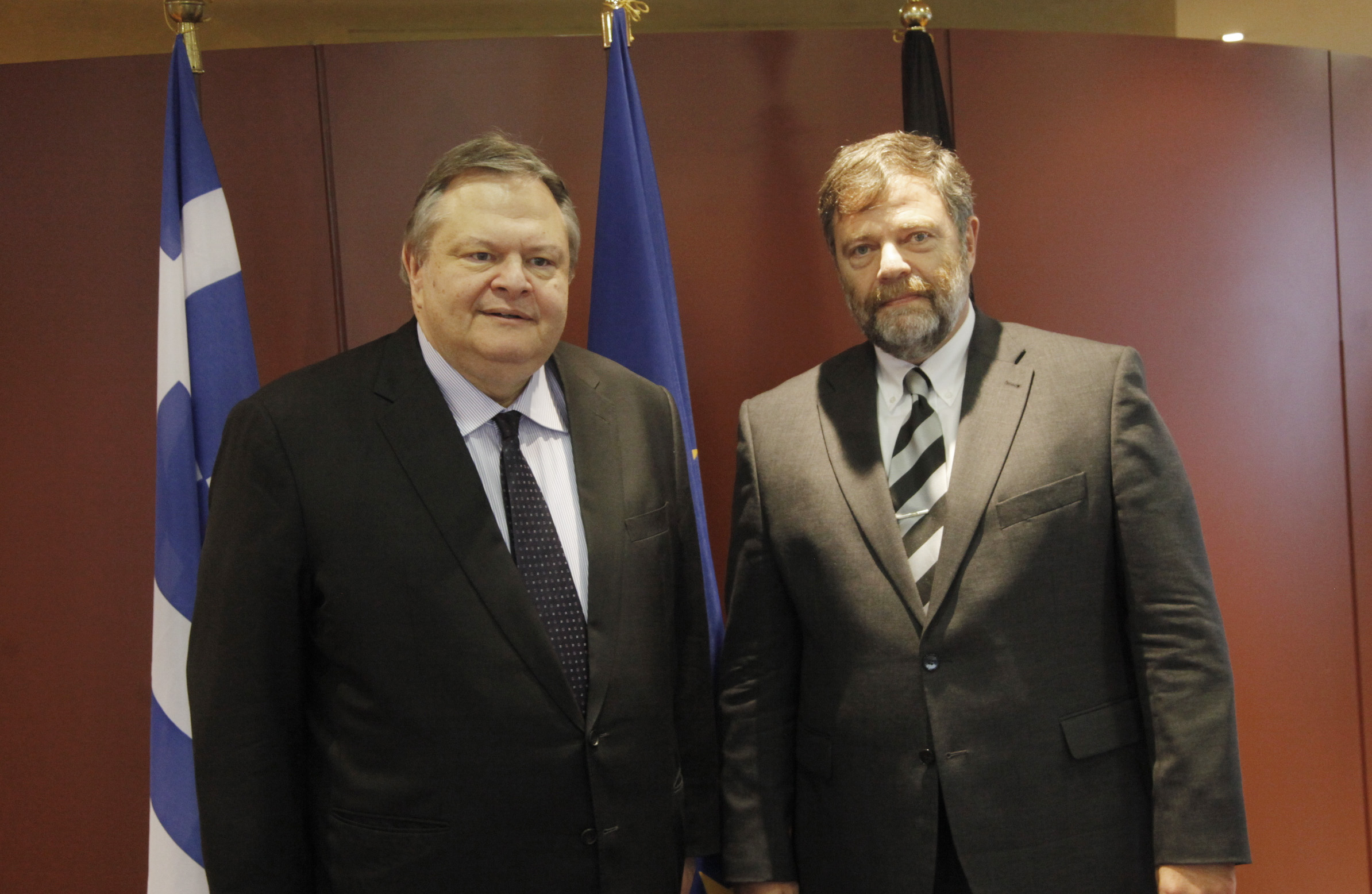
Botschafter Wolfgang Dold (rechts) mit dem griechischen Außenminister Evangelos Venizelos (2014)

Wolfgang Hermann Dold (* 20. April 1958 in Arlington, Virginia, USA) ist ein deutscher Diplomat im Ruhestand. Er war von 2022 bis 2024 Botschafter in Mexiko. Zuvor war er von September 2018 bis Juli 2022 Botschafter in Spanien.

## Leben
Dold studierte Rechtswissenschaft. In den Jahren 1985 und 1986 absolvierte er ein Studiensemester an der Hochschule für Verwaltungswissenschaften in Speyer. Seine juristische Ausbildung schloss er 1986 mit der Zweiten Staatsprüfung ab. 1988 trat er in den Auswärtigen Dienst ein. Er ist verheiratet und hat drei Kinder.

## Laufbahn
Von 1990 bis 1994 war Dold ständiger Vertreter des Botschafters an der Botschaft Kathmandu (Nepal). Danach war er in der Zentrale des Auswärtigen Amts in Bonn im Personalreferat für den höheren Dienst tätig, von 1997 bis 2000 an der Botschaft Tel Aviv (Israel) als politischer Referent. 2000 kehrte er in das Personalreferat als stellvertretender Referatsleiter zurück. 2003 bis 2006 ging er als ständiger Vertreter des Leiters an die Botschaft Pretoria (Südafrika). Danach war er sechs Jahre lang im Auswärtigen Amt tätig, zunächst als Referatsleiter Allgemeine Personalangelegenheiten und, von 2007 bis 2009 als Beauftragter für den Haushalt und von 2009 bis 2012 als Beauftragter für Infrastruktur.
Im März 2012, zu einer Zeit, in der die deutsch-griechischen Beziehungen infolge der Griechischen Staatsschuldenkrise und deren Berichterstattung in eine schwierige Phase geraten waren, wurde er zum Botschafter in Griechenland und Leiter der Botschaft Athen ernannt. Sein 2014 akkreditierter Nachfolger war Peter Schoof. Von 2014 bis 2018 leitete Dold im Amt eines Ministerialdirektors die Zentralabteilung des Auswärtigen Amtes in Berlin. Ab 2015 war er Vorsitzender des neu gegründeten Praxisbeirats der Hertie School of Governance in Berlin. Von September 2018 bis Juli 2022 war er Botschafter der Bundesrepublik Deutschland im Königreich Spanien.
Diesen Posten verließ er im Juli 2022, um im August 2022 die Leitung der Botschaft Mexiko-Stadt zu übernehmen. Im Sommer 2024 trat er in den Ruhestand.